# Slaget om Korallhavet
Slaget om Korallhavet var det första slaget mellan Japan och USA i andra världskriget. Slaget var en av de stora vändpunkterna i Stillahavskriget och var det första slaget mellan hangarfartyg. Ingen klar segrare kunde utnämnas men båda länderna fick erfarenheter som senare skulle användas i slaget vid Midway en månad senare. USA fick sitt hangarfartyg Lexington sänkt och ett annat Yorktown illa tilltygat som sedan gick under i slaget vid Midway. Japan förlorade ett par större fartyg i Korallhavet.

## Bakgrund
Japan planerade att invadera Australien och om Port Moresby skulle erövras skulle ett näst intill perfekt läge att starta invasionen därfrån erbjudas. Det var givetvis oacceptabelt för USA. I början av maj 1942 skickade Japan sin flotta mot Port Moresby, helt ovetande om att USA:s flotta samtidigt hade satt kurs mot Korallhavet. Båda flottorna innehöll hangarfartyg.

## Styrkor
Task Force 17 – Vice Admiral Frank Jack Fletcher
- Task Group 17.2 – Rear Admiral Thomas C. Kinkaid
  - kryssare USS Minneapolis, USS New Orleans, USS Astoria, USS Chester, USS Portland
  - jagare USS Phelps, USS Dewey, USS Farragut, USS Aylwin, USS Monaghan
- Task Group 17.3 – Rear Admiral John Gregory Crace
  - kryssare HMAS Australia, USS Chicago, HMAS Hobart
  - jagare USS Perkins, USS Walke
- Task Group 17.5 – Rear Admiral Aubrey Fitch
  - USS Yorktown
    - VF-42 – 17 Grumman F4F Wildcat jaktplan
    - VB-5 – 18 Douglas SBD Dauntless störtbombare
    - VS-5 – 17 SBD störtbombare
    - VT-5 – 13 TBD Devastator torpedbombare

  - USS Lexington (sänkt)
    - VF-2 – 21 Wildcat jaktplan
    - VB-2 – 18 SBD störtbombare
    - VS-2 – 17 SBD störtbombare
    - VT-2 – 12 TBD torpedbombare

  - jagare USS Morris, USS Anderson, USS Hammann, USS Russell
- Task Group 17.6 – Captain John S. Phillips
  - oljetankers USS Neosho (sänkt), USS Tippecanoe
  - jagare USS Sims (sänkt), USS Worden
- Task Group 17.9 – Kommendörkapten George H. DeBaun
  - sjöflygplansfartyg USS Tangier. Based at Noumea
    - VP-71 – 6 PBY-5 Consolidated Catalina
    - VP-72 – 6 PBY-5 Catalina

## Slaget
Japans attack mot Port Moresby startade den 4 maj 1942. Japan hade delat upp sin flotta i två delar, en större och en lite mindre, och tänkte attackera Port Moresby med bombplan från två olika håll. Den första, mindre flottan tog position utanför Salomonöarna medan den lite större flottan hade säkrat Louisiadeöarna, sydöst om Papua Nya Guinea. Samma dag, den fjärde maj, gick USA till överraskande attack mot flottan vid Salomonöarna. Amerikanska bomb- och torpedplan sänkte en jagare och skadade hangarfartyget "Shoho". Den japanska flottan vid Salomonöarna som nu saknade sitt hangarfartyg kunde nu inte göra något annat än att retirera. Tre dagar senare fick amerikanska spaningsplan syn på Shoho, vartefter Shoho senare sänktes av amerikanska bombplan.
Följande dag attackerades den andra japanska flottan vid Louisiadeöarna. Amerikanska bomb- och torpedplan skickades ut och lyckades åsamka hangarfartyget Shokaku svåra skador. Samtidigt hade japanska bombflygplan skickats ut och attackerade det amerikanska hangarfartyget Yorktown. Yorktown sjönk inte men försattes ur stridbart skick. Hangarfartyget Lexington träffades av torpeder och bomber under attacken och sjönk. Slaget vid Korallhavet blev historiens första sjöslag där inblandade fartyg inte mötte varandra. All stridskontakt gjordes med hjälp av flygplan.

## Efterverkningar
Slaget vid Korallhavet var en svag seger för USA. Japan misslyckades med attacken mot Port Morseby och planerna på att invadera Australien skrinlades. Japan förlorade två hangarfartyg, två jagare, ett antal mindre fartyg, ca 100 flygplan och 3 500 man. USA förlorade ett hangarfartyg, en jagare, ett tankfartyg, cirka 65 flygplan och 540 man. Dessutom var hangarfartyget Yorktown skadat.